# Hvorslev
Hvorslev – miasto w Danii, w regionie Jutlandia Środkowa, w gminie Hvorslev.